# Урал-тау (сорт яблуні)
«Урал-тау» — колонноподібний сорт яблуні домашньої.

## Походження
Сорт яблуні «Урал-тау» виведений у 2009 році селекціонерами Башкирського державного аграрного університету Г А. Мансуровим і З. Х. Шигаповим методом гібридизації сортів «Сіянець титовки» і «Арбат»

## Поширення
Сорт районований у Башкортостані. Допущений до використання в Башкортостані в 2009 році, де вирощується у предуральській степовій зоні.

## Характеристика сорту
Дерево сорту напівкарликове, заввишки близько 3 м, з пірамідальною кроною діаметром 40-50 див.
Має середньої товщини або товсті пагони з червонуватим відтінком. Листя подовжено-овальні, опушені. Плоди середньої величини, масою 80-90 г, овально-конічні, червоні зі світлими смужками.
Шкірка плодів гладка, масляниста. М'якоть жовтувата, дрібнозерниста, кисло-солодкого смаку. Дозріває в середині вересня, готові до споживання з листопада до кінця березня.
Вміст сухої речовини — 14,5 %, цукрів — 10,1 %, вітаміну C — 6,8 мг%.
Сорт зимостійкий, стійкий до парші. Врожайність становить близько 800 ц/га.